# چینیکوآدندان
چینیکوآدندان (نام علمی: Chiniquodon) نام یک سرده از راسته ددکاوان است.